# 와일드와일드워커스
《와일드와일드워커스》는 김진태의 연재 만화이다. 극악무도한 범죄자만 골라 수감시킨 탓으로 세계적으로 악명높기로 유명한 교도소에서 갱생의 일환으로 추첨을 통해 대기업에 위장취업시키는 과정을 그린 만화이다. 추첨을 통해 5명을 선발하며 이들은 대기업에 취업이 확정된다. 모든 대상자가 부장까지 진급하면 사면되지만 한 명이라도 해고당하면 전원 사형에 처해진다.

## 등장인물
- 존 림보 - 인간병기로 예비역 병장이다. 살인 혐의로 교도소에 수감되었다.
- 야수 밥 - 야수라 불릴 정도로 난폭한 죄수이다.
- 최 게바라 - 채식주의자. 사람들이 고기를 먹는 것에 크게 불만을 품어 소시지 공장을 폭파시킨 혐의로 체포되었다.
- 카니발 헌터 - 5년 이상의 장기복역수. 동료 죄수들에게조차 공포의 대상이다.
- 시고니 - 여자 죄수. 여자라고 보기 힘들 정도로 엄청난 근육과 큰 체격을 갖고 있다.
- 법무부 장관 - 사람은 환경에 의해서 악해진다고 생각했기 때문에 갱생의 일환으로 죄수들에게 최후의 기회를 부여한다. 그 기회로서 죄수들 중 일부를 선발하여 회사원으로 만들어 좋은 환경에서 살아감으로 인하여 갱생을 시도하고 있다.
- 교도소장 -
- 간수 - 이름 : 다니. 원래는 훈훈한 여캐였으나 최근 계속되는 업무상 스트레스, 왕따, 선배 오예린과의 갈등으로 인해 난폭해지고 있는 추세이다.